# Туна (музыка)
Ту́на, или эстудианти́на (исп. tuna, estudiantina — от estudiante «учащийся, студент») — разновидность рондальи, группа университетских студентов, одетых в традиционные костюмы и поющих серенады, аккомпанируя себе на традиционных инструментах. Явление восходит к XIV веку, когда студенты в Испании и Португалии искали таким образом пропитания или заработка. Член туны называется туна́нте (исп. tunante) или просто ту́но (исп. tuno), употребляется также старое слово сопи́ст (sopista). Туны существуют в Испании, Португалии, Стране басков, США, на Филиппинах, в Латинской Америке и т. д.

## История
Группы студентов, зарабатывающих на жизнь пением и игрой на музыкальных инструментах, упоминаются уже в начале XIV века в Саламанке. Они называются сопистами (sopista, от sopa «суп», то есть «суписты»), потому что часто пели не за деньги, а за еду. Одновременно они старались завоевать своими серенадами расположение молодых красавиц.
В XVII веке сопистов начинают называть туно (исп. tuno), от французского выражения roi de Thunes «царь тунисцев» — «титула» главного нищего в недрах парижского двора чудес (сам «титул» происходит от la thune — арготического названия пятифранковой монеты).

## Туна в музыкальных сочинениях
Многие композиторы вдохновлялись традицией эстудиантин. Например, Поль Лаком сочинил вокальный дуэт «Эстудиантина», на основе которого в 1883 году Эмиль Вальдтейфель написал свой знаменитый вальс «Эстудиантина», соч. 191.
Исаак Альбенис завершил свою «Испанскую рапсодию» (1886—1887) блестящим вальсом-эстудиантиной.
Хоакин Родриго назвал первую часть своего Концерта-серенады для арфы с оркестром (1952) эстудиантиной: изображается группа музыкантов, идущая по улице.
Среди певцов влияние туны испытал, например, Антонио Молина: его «Мадридская эстудиантина» (1962) имела огромный успех.